# 6384 Kervin
6384 Kervin eller 1989 AM är en asteroid i huvudbältet som upptäcktes 3 januari 1989 av den amerikanske astronomen Eleanor F. Helin vid Palomar-observatoriet. Den är uppkallad efter amerikanen Paul W. Kervin.
Asteroiden har en diameter på ungefär 3 kilometer och den tillhör asteroidgruppen Hungaria.